# Inkarnacja

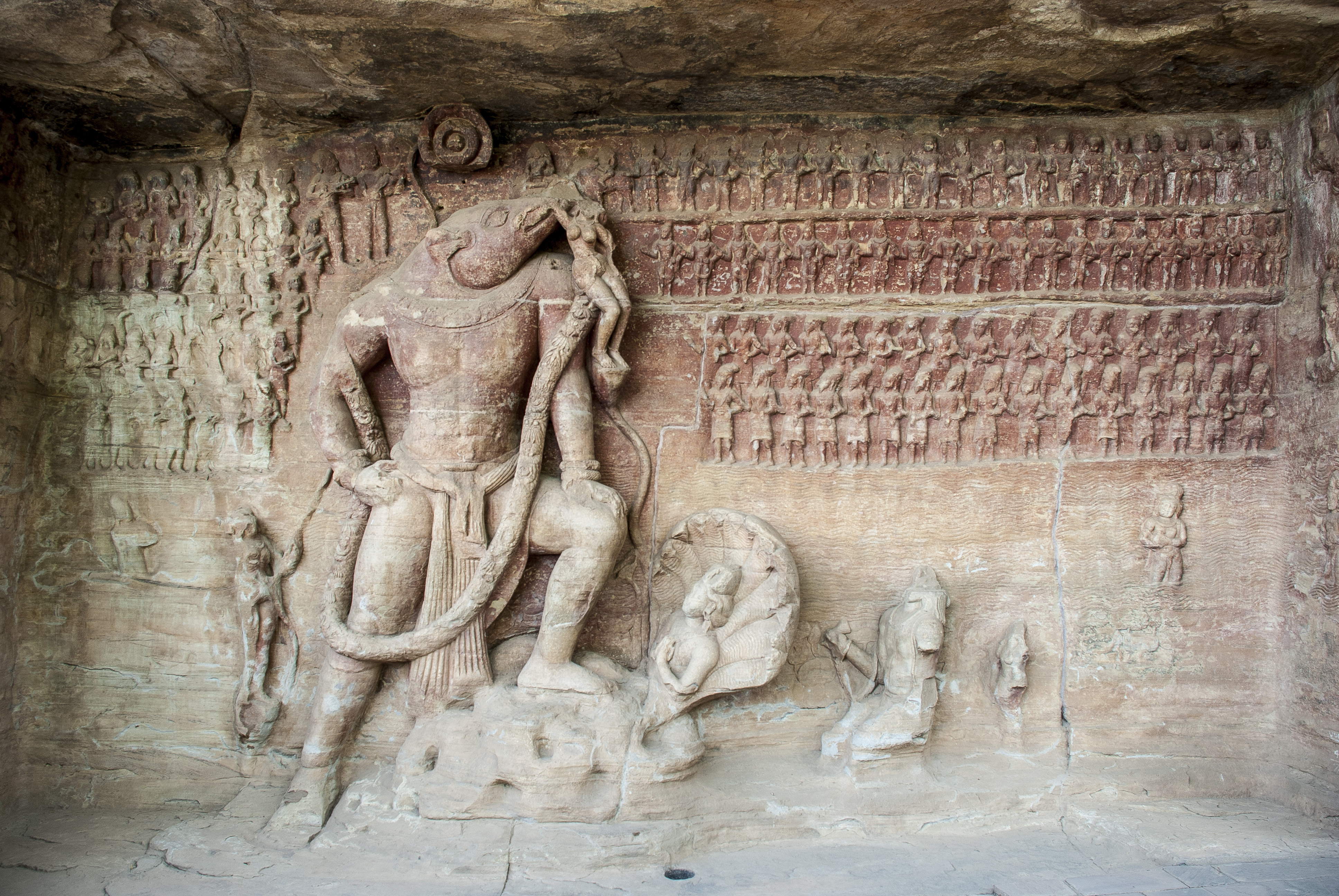
Visznu jako dzik (varaha)

Inkarnacja (z łac.: incarnatio; od incarnare, gdzie caro – ciało, mięso) – w religiach dharmicznych jest to jedno z wcieleń przyjmowanych przez żywą istotę (duszę) w cyklu samsary; w chrześcijaństwie – zgodnie z wyznaniem wiary – akt dotyczący jedynie boga Jahwe i jego syna Jezusa.

## Hinduizm
W hinduizmie inkarnacja może też odnosić się do awatara – formy, w której bóg zstępuje do materialnego świata.

## Buddyzm
W buddyzmie tybetańskim inkarnacja oznacza świadome odrodzenie się tulku. Osoba taka przed śmiercią przekazuje dokładne wskazówki, gdzie szukać jej nowego wcielenia.